# Rubén Elosegui
Rubén Elosegui (* 24. November 1925 in La Plata; † 1991 ebenda) war ein argentinischer Bildhauer und Maler.
Elosegui studierte an der Facultad de  Bellas Artes der Universidad Nacional de La Plata. Hier begann er 1956 seine Lehrtätigkeit als Dozent und wurde schließlich Professor für Bildhauerei. Zudem unterrichtete er von 1972 bis 1980 an der Escuela Nacional “Prilidiano Puyrredón” und von 1980 bis 1982 an der Escuela Superior “Ernesto de la Cárcova” Bildhauerei. 1974 wurde er Leiter des Fachbereichs Plastik und Mitglied des Beirates der Facultad de  Bellas Artes.
Neben modernen Metall-Schweißarbeiten schuf Elosegui auch Plastiken aus Marmor. 1959 nahm er an der Ersten Jugendbiennale des Musée d’art moderne de la Ville de Paris teil. Im gleichen Jahr erhielt er den Ersten Preis beim Salón de San Fernando und die Goldmedaille beim Salón de Santa Fe. 1967 und 1968 war er Preisträger des Salón Municipal de Plata.

## Quelle
- Museo de Arte Contemporáneo Latinoamericano - Rubén Elosegui